# كريسبينا
سانت كريسبينا (بالإنجليزية: Crispina)‏ (توفيت في 5 ديسمبر 304) هي شهيدة أفريقيا التي عانت خلال اضطهاد ديوكلتيانوس. وُلدت في تاجورا (بلدة في مقاطعة نوميديا الرومانية، وتقع في تاورة بالجزائر في شمال افريقيا). استشهدت بقطع رأسها بتيفست في نوميديا.
تنتمي سانت إلى عائلة متميزة. في وقت الاضطهاد تم إحضارها أمام النائب آنيس أنولينوس؛ وأمرت بالتضحية للآلهة لكنها أعلنت أنها كرمت لإله واحد فقط. وعندما هددت بالقتل أجابت:«لا أهتم للحياة الحالية، وأنا حريصة فقط على حياة روحي. أخاف العذاب الأبدي فقط.»
حلق رأسها بأمر من القاضي، وتعرضت للسخرية العامة، لكنها ظلت صامدة في عقيدتها ولم يحركها شيء حتى دموع أطفالها. عندما حكم عليها بالإعدام، شكرت الله وعرضت رأسها بفرح للإعدام.
تشكل أعمال استشهادها التي كُتبت بعد وقت قصير من وقوع الحدث، وثيقة تاريخية قيمة لفترة الاضطهاد. يقول أوغسطين: «إن المضطهدين غضبوا ضد كريسبينا، التي نحتفل بعيد ميلادها اليوم. أطلقوا العنان لوحشيتهم ضد امرأة غنية تمت رعايتها بدقة؛ لكنها كانت قوية، لأن الرب كان لها دفاع أفضل من يدها اليمنى وكان يحرسها. هل يوجد في إفريقيا شخص لا يعرف عن هذه الأحداث، أيها الإخوة والأخوات؟ بالكاد، لأنها كانت مشهورة جدًا، بمخزون نبيل وثري للغاية.»:510